# 田面木博公
田面木 博公（たもぎ ひろまさ、1962年5月30日 - ）は、青森県出身の元騎手・現調教助手。

## 来歴
1983年3月にいとこの美浦・高松邦男厩舎からデビューし、同5日の中山第1競走アラブ系4歳300万下・セノエクインで初騎乗を果たす（16頭中10着）。同19日の小倉第4競走4歳未勝利・ヒカリジンデンで初勝利を挙げ、1年目にいきなり37勝をマークして最優秀新人賞を受賞。以降は高松厩舎の主戦騎手と関東の中堅騎手に定着し、2000年まで18年連続2桁勝利を記録。
2年目の1984年からは平地での騎乗に専念し、3年目の1985年には札幌記念・リキサンパワーで重賞初勝利を飾る。南関東二冠馬で中央移籍3戦目のキングハイセイコーを完封し、1986年には同年から中央招待競走となった大井の帝王賞に参戦。スタートからスローペースで逃げたが、4コーナーで不安のある右前脚を庇うために外めを通ったところ、偶然インにいた伏兵トムカウントに突かれて2着に敗れた。レース後、管理していた高松は悔しがっていたが、中央勢最先着でカウンテスアップ・ロッキータイガー・テツノカチドキ・ガルダンなどの地方の猛者たちには先着した。同年の天皇賞（秋）ではウインザーノットでサクラユタカオーの2着に入り、兄弟子の柴田政人が騎乗するミホシンザン（3着）に先着した。後に田面木は、リキサンパワーで重賞初勝利となった札幌記念を騎手時代の一番記憶に残っているレース、GIで2着のウインザーノットなどが思い出深いレースと振り返っている。
1987年には阪神3歳ステークスでジンデンボーイに騎乗し、直線で先頭に立つ見せ場を作り、サッカーボーイの3着に入る。1988年と1991年にはフェアプレー賞を受賞し、1989年には自己最多の44勝を記録。1988年のカブトヤマ記念では前年3着のトウショウユースで勝ち、3年ぶりの重賞制覇。1989年にはタマツバキ記念でアキヒロホマレに騎乗し、68kgを背負いながらも逃げ切った。秋のアラブ王冠では2kg増の70kgを背負うことになるが、19kg軽い2着ヤマサフロリアに2馬身半差を付け勝利した。年末には大井の全日本アラブ大賞典に参戦して2番人気に支持されたが、ミスターヨシゼンの8着に終わった。1990年にはホワイトストーンに騎乗して東京優駿で3着に入ったほか、1991年には京都で行われた産経大阪杯を制す。
1992年の阪神3歳牝馬ステークスでは400kgに満たない9番人気の伏兵・スエヒロジョウオーを勝たせ、馬連12万馬券の片棒を担いだほか、自身唯一のGI制覇を決める。デビュー戦は積極的な競馬で8着に終わったが、2勝目を挙げた自己条件では折り合い重視から最後方の競馬で後に重賞4勝を挙げるワコーチカコをあっさり交わした。脚質転換によって能力を開花させた鞍上は、阪神3歳牝馬Sでも同様の鬼脚を引き出した。1993年にはスエヒロと同じ吉永猛厩舎のセントミサイルでクリスタルカップを逃げ切るが、持病の喘鳴症のため長い距離は走れない同馬を前走の京成杯では3着に善戦させた。
1999年にはジョービッグバンで函館記念を制しているが、この時はテン乗りでハンデは50kgであった。管理する坪正直厩舎の主戦である山田和広は体重の問題から騎乗できず、相当前から同厩のブリリアントロードの騎乗が決定していたためこの日は騎乗しなかった。なお、この日の新聞コメントで山田は「ジョービッグバンがとても良い。できればこっちに乗りたい」とコメントしている。レースはトウショウオリオンの逃げをサイレントハンターの直後でマークし、4コーナーでは先頭に立つ積極策で2着に3馬身1/2差、スタンドがどよめく圧勝であった。
ダッシュが鈍い馬でも押して前に行かせる逃げ・先行型の騎手であり、2000年にはダイワカーリアンとのコンビで札幌記念と富士ステークスを共に逃げ切ったが、この年を最後に重賞勝利から遠ざかる。予備校講師・タレントで競馬ファンでも知られる林修は、自身の冠番組「週末はウマでしょ!」（フジテレビ）で札幌記念を取り上げた際に「思い出す馬はダイワカーリアン」と語り、田面木については「柴田政人、小野次郎の間に挟まれ、だんご3兄弟の次男のようなところがあった」と振り返っている。
2001年は9勝にとどまり、デビュー以来初めて一桁に終わる。その頃から徐々に勝ち鞍が減り始め、2002年からはフリーに転身。2003年には6月に通算500勝に到達するなど11勝を挙げて盛り返したが、2004年以降は騎乗回数が大幅に減少。2005年は未勝利に終わり、以降の勝ち鞍は一桁で推移していた。2008年のダイヤモンドステークス・ブリットレーンを最後に重賞での騎乗が無くなり、2009年7月からは再び高松厩舎所属となっていたが、同厩舎解散に伴い2010年1月より再びフリーとなる。以降は主に藤沢和雄厩舎の主力馬の調教を担当していたが、2011年6月5日の東京第5競走3歳500万下・エポワスが最後の勝利となった。9月17日の札幌第8競走3歳以上500万下では13頭中11番人気のリトルドアを3着、12月25日の阪神第12競走2011ファイナルステークスでは18頭中17番人気のフライングアップルを2着に導いて波乱を演出。2012年11月24日の東京第2競走2歳未勝利・フォージドホウオー（18頭中17着）が最後の騎乗となり、同30日付で現役を引退。
引退後は杉浦宏昭厩舎の調教助手となり、ナックビーナスなどを担当している。

## 騎乗成績
|            | 日付           | 競馬場・開催  | 競走名           | 馬名               | 頭数 | 人気 | 着順 |
| ---------- | -------------- | ------------- | ---------------- | ------------------ | ---- | ---- | ---- |
| 初騎乗     | 1983年3月5日   | 2回中山3日1R  | アラブ4歳300万下 | セノエクイン       | 16頭 | 11   | 10着 |
| 初勝利     | 1983年3月19日  | 1回小倉3日4R  | 4歳未勝利        | ヒカリジンデン     | 14頭 | 5    | 1着  |
| 重賞初騎乗 | 1983年10月23日 | 2回福島8日11R | カブトヤマ記念   | ミホバロン         | 10頭 | 6    | 7着  |
| 重賞初勝利 | 1985年6月30日  | 1回札幌8日11R | 札幌記念         | リキサンパワー     | 13頭 | 1    | 1着  |
| GI初騎乗   | 1984年11月11日 | 5回京都4日10R | 菊花賞           | リキサンパワー     | 18頭 | 17   | 14着 |
| GI初勝利   | 1992年12月6日  | 5回阪神2日10R | 阪神3歳牝馬S     | スエヒロジョウオー | 16頭 | 9    | 1着  |

| 年度   | 1着 | 2着 | 3着 | 騎乗数 | 勝率 | 連対率 | 複勝率 |
| ------ | --- | --- | --- | ------ | ---- | ------ | ------ |
| 1983年 | 37  | 37  | 25  | 322    | .115 | .230   | .307   |
| 1984年 | 41  | 44  | 35  | 356    | .115 | .239   | .337   |
| 1985年 | 25  | 21  | 19  | 240    | .104 | .192   | .271   |
| 1986年 | 26  | 28  | 18  | 301    | .086 | .179   | .239   |
| 1987年 | 29  | 30  | 39  | 360    | .081 | .164   | .272   |
| 1988年 | 36  | 31  | 38  | 399    | .090 | .168   | .263   |
| 1989年 | 44  | 34  | 40  | 393    | .112 | .198   | .300   |
| 1990年 | 38  | 49  | 39  | 439    | .087 | .198   | .287   |
| 1991年 | 33  | 18  | 29  | 363    | .091 | .140   | .220   |
| 1992年 | 30  | 31  | 28  | 337    | .089 | .181   | .264   |
| 1993年 | 20  | 18  | 32  | 370    | .054 | .103   | .189   |
| 1994年 | 24  | 31  | 25  | 401    | .060 | .137   | .200   |
| 1995年 | 25  | 21  | 34  | 364    | .069 | .126   | .220   |
| 1996年 | 21  | 29  | 42  | 388    | .054 | .129   | .237   |
| 1997年 | 12  | 17  | 22  | 328    | .037 | .088   | .155   |
| 1998年 | 11  | 24  | 23  | 303    | .036 | .116   | .191   |
| 1999年 | 11  | 16  | 25  | 296    | .037 | .091   | .176   |
| 2000年 | 17  | 28  | 29  | 348    | .049 | .129   | .213   |
| 2001年 | 9   | 18  | 11  | 332    | .027 | .081   | .114   |
| 2002年 | 4   | 21  | 10  | 332    | .012 | .075   | .105   |
| 2003年 | 11  | 12  | 11  | 289    | .038 | .080   | .118   |
| 2004年 | 2   | 3   | 7   | 140    | .014 | .036   | .086   |
| 2005年 | 0   | 4   | 4   | 115    | .000 | .035   | .070   |
| 2006年 | 2   | 0   | 4   | 83     | .024 | .024   | .072   |
| 2007年 | 3   | 1   | 3   | 89     | .034 | .045   | .079   |
| 2008年 | 1   | 0   | 3   | 75     | .013 | .013   | .053   |
| 2009年 | 2   | 6   | 3   | 74     | .027 | .108   | .149   |
| 2010年 | 1   | 1   | 2   | 16     | .063 | .125   | .250   |
| 2011年 | 2   | 1   | 1   | 26     | .077 | .115   | .154   |
| 2012年 | 0   | 0   | 0   | 13     | .000 | .000   | .000   |
| 平地   | 517 | 574 | 601 | 7896   | .065 | .138   | .214   |
| 障害   | 0   | 0   | 0   | 4      | .000 | .000   | .000   |
| 地方   | 3   | 9   | 8   | 119    | .025 | .101   | .168   |

### 主な騎乗馬
- リキサンパワー（1985年札幌記念）
- トウショウユース（1988年カブトヤマ記念）
- アキヒロホマレ（1989年タマツバキ記念）
- ホワイトストーン（1991年産経大阪杯）
- スエヒロジョウオー（1992年阪神3歳牝馬ステークス）
- セントミサイル（1993年クリスタルカップ）
- ジョービッグバン（1999年函館記念）
- ダイワカーリアン （2000年札幌記念・富士ステークス）

その他
- アイオーユー
- イングランディーレ
- エリモダンディー
- コガネタイフウ
- スーパーシンザン
- トウショウファルコ
- パーシャンボーイ
- メジロパーマー
- リターンエース